# Principato di Romania
I Principati Uniti di Moldavia e Valacchia, conosciuti anche come Principati Uniti, Principati Uniti Rumeni o Principato di Romania, furono i nomi coi quali divenne maggiormente nota la Romania dopo l'elezione nel 1859 di Alexandru Ioan Cuza alla carica di principe regnante (domnitor) di entrambi i territori di Moldavia e Valacchia. Il 24 gennaio 1862 il principato di Moldavia e quello di Valacchia vennero formalmente uniti per dar vita ai Principati Uniti. Assieme alla Transilvania, i principati divennero il cuore della nazione rumena che iniziò a delinearsi proprio in quegli anni. Una nuova costituzione venne siglata nel 1866 concedendo il nome ufficiale di Romania all'area. Il 14 marzo 1881 il principato venne trasformato in Regno di Romania.

## Storia

### Premessa
Il termine di "Principati rumeni" era già noto all'inizi della moderna storia rumena ma mai esso era stato utilizzato prima della metà del XIX secolo. Successivamente esso venne usato dagli storici rumeni per designare l'area occupata dai principati come termine alternativo a "Terre rumene".
Nell'Ottocento, impropriamente, per descrivere i principati formatisi nell'area veniva usato il termine di Principati danubiani, termine col quale però si includeva anche la Serbia e non la Transilvania. In contrasto, l'uso del termine di "Principati rumeni" includeva anche la Transilvania e non la Serbia che difatti fu sempre uno stato a sé stante.

### La formazione dei principati rumeni

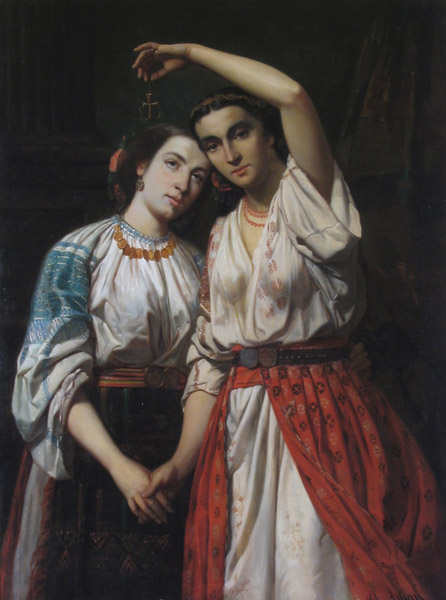
L'unione dei principati, dipinto allegorico di Theodor Aman, 1857

Dopo la sconfitta dell'Impero russo nella Guerra di Crimea nel 1856, il Trattato di Parigi inaugurò un periodo di tutela comune sugli ottomani ad opera di un Congresso delle Grandi Potenze (Regno Unito, Secondo Impero francese, Regno di Piemonte-Sardegna, Impero austriaco, Prussia e mai propriamente anche la Russia). Mentre la campagna unionista di Moldavia e Valacchia venne accettata con simpatia e sostegno da francesi, russi, prussiani e piemontesi, essa venne rigettata dall'Impero austriaco il quale guardava con sospetto sia alle mire espansionistiche della Gran Bretagna che all'Impero ottomano. I negoziati che derivarono alla fine furono perlopiù fumosi e il diwan che venne a crearsi nel 1859 incaricato di stendere il protocollo per la reggenza dell'area, mostrò fin da principio alcune ambiguità in quanto pur specificando la presenza di due troni per due principati non impediva alla stessa persona di ricoprire la carica di principe di entrambi gli stati simultaneamente. Per tale motivo Alexandru Ioan Cuza venne prescelto quale Domnitor (principe regnante) di entrambi i principati sotto il nome di Principati Uniti Rumeni nel 1862.
Sebbene riconosciuta a livello internazionale dopo la fine del periodo di reggenza di Cuza, l'Unione venne cementata dall'intervento proprio di Ioan Cuza nella stesura della "Legge organica". Inoltre, le circostanze della sua deposizione nel 1866, unitamente alla rapida elezione del principe prussiano Carlo di Hohenzollern-Sigmaringen (che segnò la crescente influenza della Prussia nella politica europea) oltre allo scoppio poco dopo della Guerra austro-prussiana, fece capire che il territorio era ben lontano dal costituirsi stato indipendente dalle forzature delle Grandi Potenze.
Dopo la guerra d'indipendenza del 1877-8, la Romania si liberò del controllo ottomano nella propria area, ma si scontrò presto col proprio alleato russo che richiedeva in cambio la regione del Buják (Bessarabia meridionale), che venne infine scambiata con la cessione della Dobrugia settentrionale. Il Regno di Romania venne a crearsi poi nel 1881 sotto il governo di Carlo I che divenne così il primo monarca rumeno.

### Il regno di Alexandru Ioan Cuza

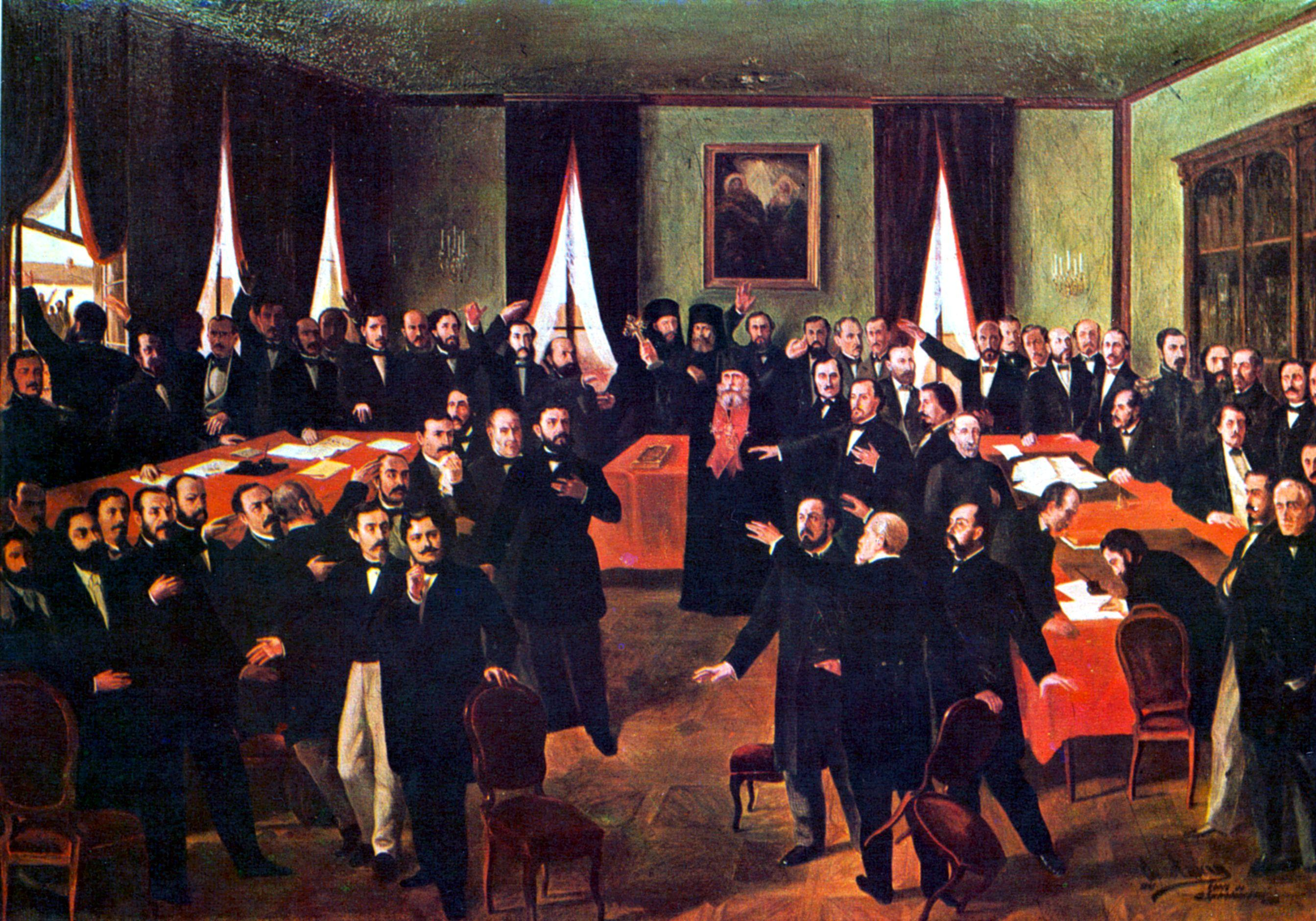
Proclamazione dell'unione moldavo-valacca

Alexandru Ioan Cuza mosse i primi passi per l'unificazione delle amministrazioni dei due principati rumeni e ottenne il riconoscimento internazionale delle sue mosse. Egli adottò inoltre molte riforme tra cui la secolarizzazione delle proprietà ecclesiastiche, l'introduzione dell'istruzione primaria gratuita e obbligatoria per tutti, un codice civile ed un codice penale ispirato a quello francese napoleonico e alcune riforme sull'agricoltura e sull'esercito locale. L'opposizione di gran parte dei proprietari terrieri che dominavano il parlamento, portò a un colpo di Stato che nel 1864 portò Cuza ad un ruolo più proprio di un dittatore che di un monarca costituzionale. Egli istituì un governo autoritario sulla nazione ma il supporto popolare, che pure era parso molto forte al tempo della sua presa di potere, gradualmente andò scemando mettendo in crisi la prosperità del paese. Cuza venne forzato ad abdicare nel 1866 dai due principali partiti politici dello stato, i Conservatori e il Liberali, che rappresentavano gli interessi dei principali proprietari terrieri dell'area.

### Il regno di Carlo I come principe

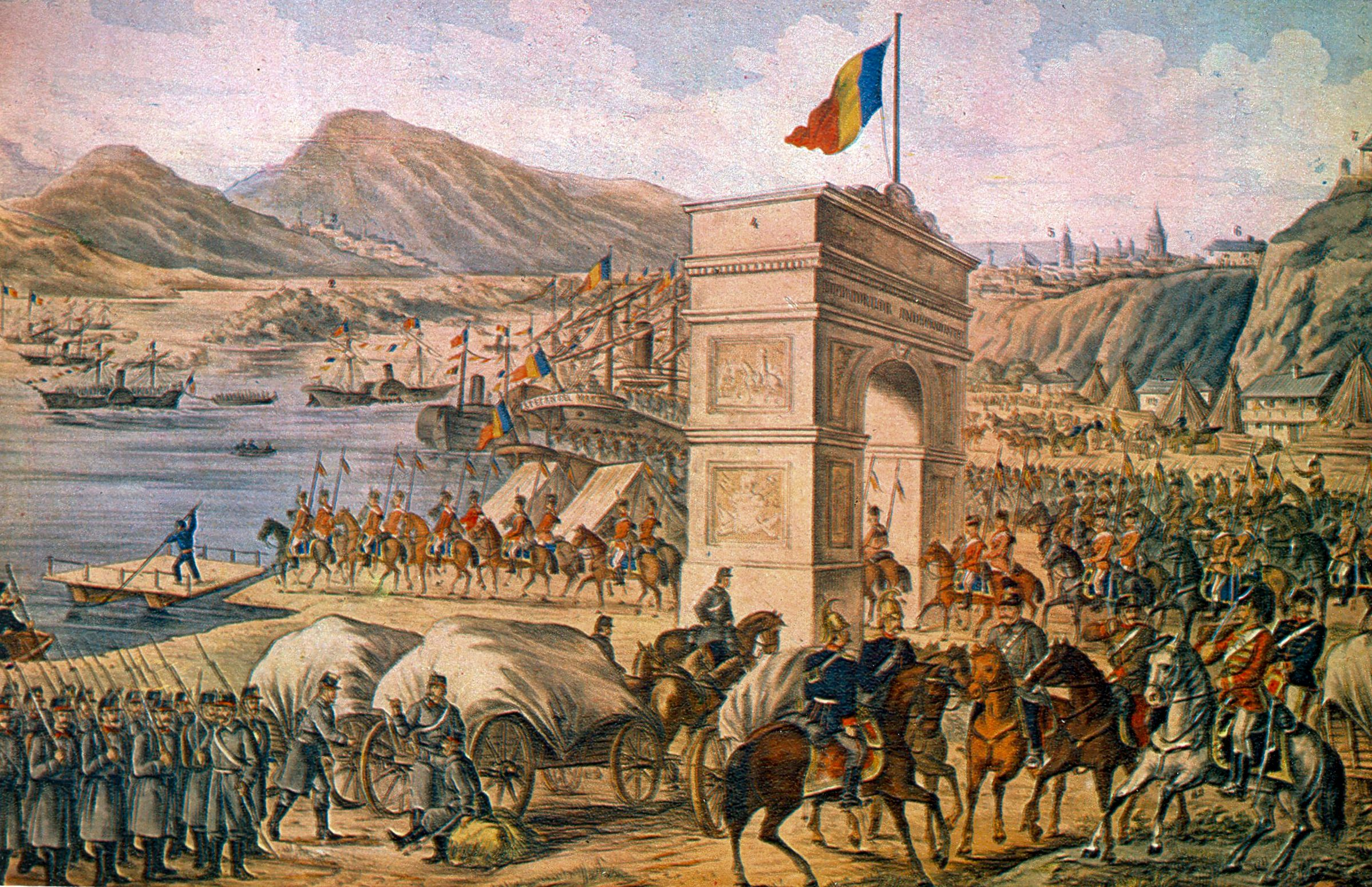
L'esercito rumeno attraversa il Danubio

La nuova coalizione al governo nominò Carlo di Hohenzollern-Sigmaringen al ruolo di nuovo principe regnante di Romania con una mossa inizialmente rigettata dalle potenze europee ma poi accettata di fatto. Nel primo regno del principato di Carlo la Romania si dotò di una propria prima costituzione. Questo strumento consentì la fondazione di una vera e propria monarchia costituzionale ereditaria che, unitamente a un parlamento eletto su base censitaria, fece rinascere il paese pur mantenendolo formalmente sotto sovranità ottomana. Carlo non venne bene accettato ovunque nei propri domini e addirittura la sua presenza portò a esperienze repubblicane culminate nella rivolta di Ploieşti nel 1870 e una a Bucarest nel 1871, entrambe soppresse con l'uso della forza.
Nell'aprile del 1877, durante la Guerra russo-turca, la Romania colse l'occasione per siglare una convenzione coi russi permettendo loro di attraversare il territorio rumeno per favorire la loro avanzata verso l'Impero ottomano. Il 9 maggio il parlamento rumeno dichiarò l'indipendenza del principato dall'Impero turco e prese parte agli scontri schierandosi coi russi appunto. Dopo numerose vittorie dell'esercito rumeno sul Danubio e la definitiva vittoria dei russi nel conflitto, le potenze europee riconobbero l'indipendenza della Romania col Trattato di Berlino del 1878. Ad ogni modo, la Romania venne riconosciuta di fatto in cambio della cessione della Bessarabia meridionale e l'ottenimento della Dobrugia Settentrionale, oltre a permettere anche a tutti i non cristiani dimoranti in Romania di ottenerne la cittadinanza. Nel 1881 il parlamento rumeno proclamò l'istituzione del Regno di Romania.